# Dietmar von Aist
Dietmar von Aist (ca. 1115 – ca. 1171) fou un Minnesänger d'una família de la petita noblesa de l'Alta Àustria. La seva poesia és representativa de la primera fase del Minnesang, l'anomenada tradició danubiana.

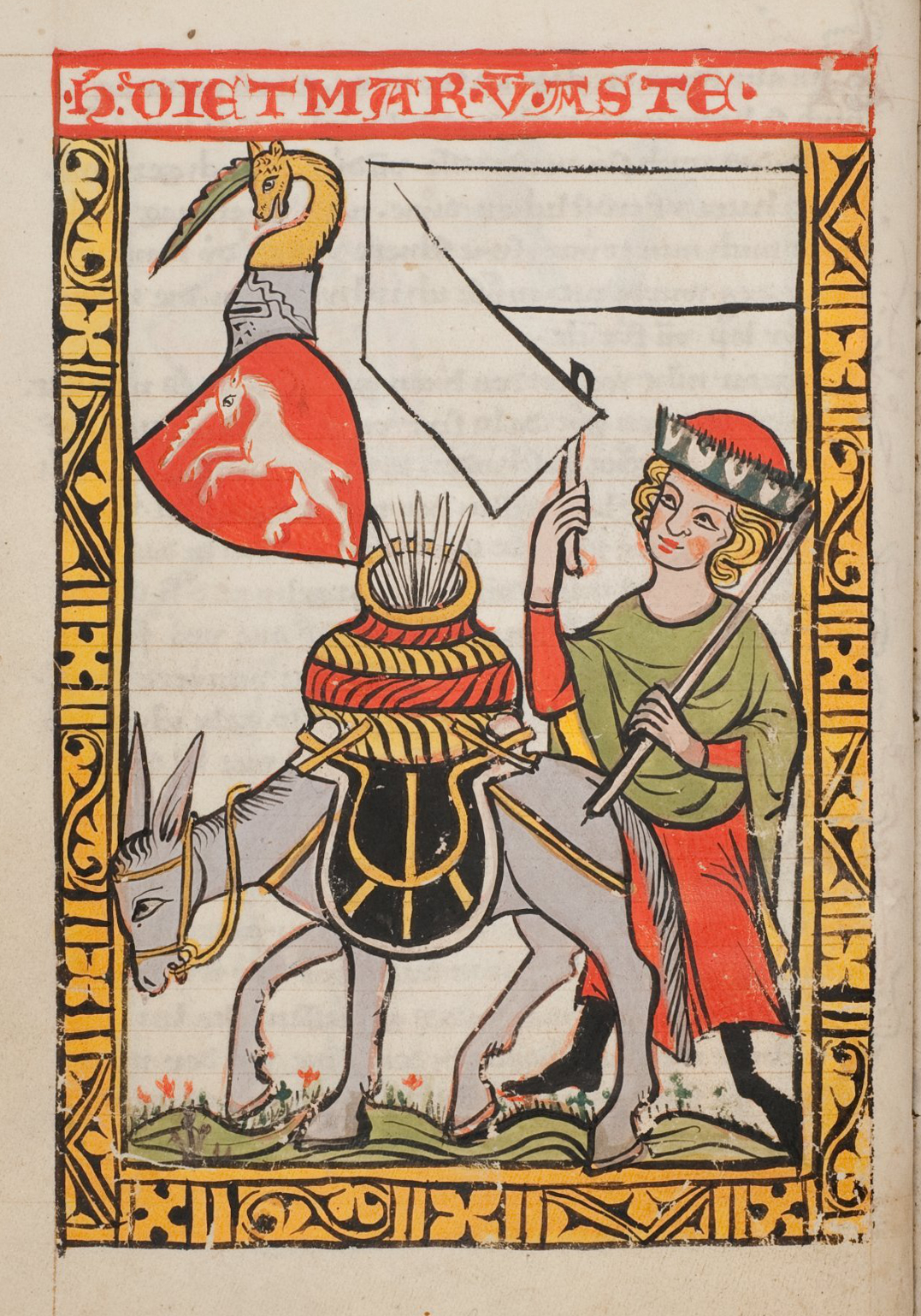
Dietmar von Aist en el "Konstanz-Weingartner Liederhandschrift"

## Vida
Hi ha fonts documentals bavareses i austríaques que mencionen Dietmar von Aist a partir de 1139 i com a ja mort el 1171, però tampoc és totalment segur que facin al·lusió al poeta. La família von Aist és mencionada des de 1159 en la regió de l'Alta Àustria i el seu castell, avui en ruïnes, s'alça a les vores del riu Aist (afluent del Danubi).
Heinrich von dem Türlin menciona Dietmar en el seu poema Diu Crône que s'ha de datar de vers 1220; el menciona entre altres cavallers cantors de l'amor cortès, la mort del qual deplora.

## Obra
En els cançoners se li atribueixen fins a 45 estrofes, tot i que els estudiosos posen en dubte l'autoria en alguns casos. La seva poesia mostra estrofes variades, amb versos combinats llargs i curts. És un dels primers poetes a utilitzar la tornada. Les seves cançons estan posades tant en boca d'homes com de dones; és de notar que la posició de les dones és, en algun poema, molt decidida en qüestions amoroses: per exemple, en Ez stuont ein frouwe alleine ("Una dona estava sola") diu la dona "vaig escollir un home per mi, el que els meus ulls van triar".
La primera alba (Tagelied) de la literatura germànica és obra de Dietmar von Aist: Slâfest du, friedel ziere? (Dorms, estimat?). Encara sense influència de la lírica trobadoresca, no hi apareix la figura del gaita (vigilant, guaita, que desperta els enamorats al matí).